# Aeropuerto de Rouyn-Noranda
EL Aeropuerto de Rouyn-Noranda (del inglés: Rouyn-Noranda Airport) (IATA: YUY, OACI: CYUY) está ubicado a 7,5 MN (13.9 km; 8.6 mi) al sureste de Rouyn-Noranda, Quebec, Canadá.

## Aerolíneas y destinos
- Air Canada Jazz
  - Montreal / Aeropuerto Internacional de Montreal-Trudeau
- Pascan Aviation
  - Val-d'Or / Aeropuerto de Val-d'Or
  - Montreal / Aeropuerto de Montreal-Saint-Hubert
  - Sherbrooke / Aeropuerto de Sherbrooke
  - Toronto / Aeropuerto Internacional de Toronto-Pearson (inicia el 16 de marzo)
- Air Labrador
  - Ciudad de Quebec / Aeropuerto internacional Jean-Lesage de Quebec
- Air Satellite
  - Ciudad de Quebec / Aeropuerto internacional Jean-Lesage de Quebec